# فيسباسيانو كوري
فيسباسيانو كوري هي بلدية في ولاية ريو غراندي دو سول، البرازيل.